# Saul Israel
Saul Israel (Salonicco, 1897 – 1981) è stato uno scrittore, medico e biologo italiano.

## Biografia
Nel 1916 si trasferì in Italia per studiare medicina. Fu assistente presso la cattedra di biologia generale dell'Università di Roma e segretario della Società Italiana di Biologia Sperimentale. Per alcuni anni la sua attività scientifica si svolse fra Roma e Parigi. Nel 1933 dovette dimettersi dall'università per ragioni politiche. Israel si occupò di studi religiosi e fu amico e collaboratore di Ernesto Buonaiuti.
Il suo romanzo La leggenda del figlio del Re Horkham risale agli anni quaranta e rimase inedito durante la vita dell'autore.

## Opere
- La leggenda del figlio del Re Horkham, Adelphi, 1984
- La favola di Fragoletta e Limoncina, Editori riuniti, 1987
- Con le radici in cielo, Marietti, 2007
- La scoperta della terra, Marietti, 2012